# Vortex (roman)
Vortex (2011) (titlu original Vortex) este un roman science fiction al scriitorului Robert Charles Wilson. Este volumul care încheie trilogia Turbion. Capitolele cărții alternează între două perioade de timp: prima are loc la aproximativ 40 de ani după evenimentele din Turbion, iar cealaltă la 10.000 de ani după cele relatate în Axa

## Intriga
Sandra Cole, medic angajat al Centrului de Asistență, primește spre evaluare un tânăr pe nume Orrin Mather. Polițistul care îl aduce, Bose, nu numai că nu pare dornic să scape de el, ba chiar este foarte interesat de soarta tânărului. El îi înmânează doctoriței un set de însemnări ale lui Orrin, în care Sandra descoperă povestea lui Turk Findley, un om care a ajuns într-un timp situat la 10.000 de ani în viitor. Acțiunea se separă în două fire narative, unul dintre ele urmărindu-i pe Sandra, Bose și Orrin, iar celălalt relatarea aventurilor lui Turk.
Acesta din urmă intră în legătură cu Treya, o ființă a acelor vremuri în care majoritatea oamenilor sunt conectați într-o rețea neurală. Treya conține în ea personalitatea lui Allison, o femeie din timpul din care provine Turk. În urma unui accident, ea rămâne fără nodul neural și începe să dezvolte o tulburare de personalitate, considerând că este, în realitate, Allison. Refuză să-și facă o operație care să-i permită să revină în rețea, la vechea personalitate și încearcă să-l ajute pe Turk. Cei doi iau legătura și cu Isaac Dvali, copilul ajuns în viitor în încercarea de a lua legătura cu Ipoteticii. Membrii rețelei speră că sosirea iminentă a Ipoteticilor le va asigura un fel de mântuire, dar sunt uciși de aceștia. Poarta de comunicare dintre planetele Pământ și Equatoria se distruge, iar Allison și Turk rămân captivi pe Pământul muribund, alături de Isaac Dvali. Acesta le relevă adevărul trist - din perspectiva oamenilor - despre Ipotetici: ei nu sunt ființe raționale în modul în care le înțelegem noi, ci îndeplinesc doar o funcție în marele laborator al universului. Cei doi își scriu povestea și i-o încredințează lui Isaac, pentru ca acesta să o trimită prin timp, ca un mesaj într-o sticlă.
Astfel ajunge Orrin Mather un medium prin intermediul căruia povestea ajunge în vremea Sandrei și a lui Bose. Pe măsură ce aceștia citesc povestea, între ei se înfiripă o idilă și sunt implicați într-o luptă cu o rețea ilegală de traficanți ai drogului longevității, cu care Orrin avusese contact la un moment dat. Se dovedește că aceasta este condusă tocmai de tatăl lui Turk Findley, căruia acesta îi distrusese afacerea în urma unui gest de revoltă din copilărie. Sandra și Bose ajung să rezolve probemele care bântuiseră copilăria lui Turk Findley și care, la vremea aceea, provocaseră moartea lui Orrin. Ei modifică astfel trecutul lui Findley, dând un nou curs istoriei.

### Cuprins
Capitolele cărții alternează între acțiunea din prezent - regăsită sub titlul - Sandra și Bose și cea din viitor. Aceasta din urmă este prezentată sub forma unor file de jurnal, adunate sub titlurile Povestea lui Turk (uneori redactată ca Povestea lui Turk Findley) și Povestea lui Allison (cu variațiunea Povestea lui Treya / Povestea lui Allison). Capitolul final, Povestea lui Isaac / suma tuturor căilor, leagă toate firele narative ale cărții.

## Personaje
- Sandra Cole - psihiatru de evaluare la Centrul de Stat pentru Asistență din zona Houston căreia îi este repartizat inițial cazul lui Orrin Mather
- Orrin Mather - tânăr din Raleigh, care călătorește în Texas și ajunge să lucreze pentru o rețea ilegală a tratamentului longevității; prin intermediul lui, Turk Findley reușește să-și trimită în prezent povestea aventurilor sale din viitor și să modifice evenimentele care i-au marcat copilăria
- Jefferson Amrit Bose - polițist din Houston Police Department care lucrează la cazul lui Orrin Mather ți ajunge să se îndrăgostească de Sandra Cole
- Turk Findley - angajat al unei companii aeriene de pe Equatoria care se trezește aruncat la 10.000 de ani în viitor
- Treya / Allison Pearl - dronă voxiană purtătoare a implantului unei femei pământene din vremurile lui Turk
- Ariel Mather - sora lui Orrin
- Isaac Dvali - cvadri care reușește să ia legătura cu Ipoteticii
- Oscar - Administrator al Miezului Vox
- Doctorul Congreve - directorul Centrului de Stat pentru Asistență din zona Houston
- Jack Geddes - infirmier devotat doctorului Congreve

## Opinii critice
Stefan Raets de la Tor.com consideră romanul este mai slab decât Turbion, dar mai bun decât Axa Helen Michaud de la The Canadian Science Fiction Review apreciază faptul că „operează la o scară amețitoare atât spațială, cât și temporală”, observând că reprezintă „o demonstrație strălucită a talentului lui Wilson de a împleti temele vaste cu firele precedentelor două cărți într-o poveste eminamente umană”. Thomas M. Wagner de la SFReviews.net este de părere că, spre deosebire de volumul precedent, Vortex „se prezintă ca o poveste a nevoilor oamenilor de a înțelege sensul și scopul vieții, pe care-l caută cu sau fără înțelepciune”, ajungând până la a oferi „câteva momente uluitoare ale unei apoteoze universale, în genul lui 2001”.